# Anfíbola

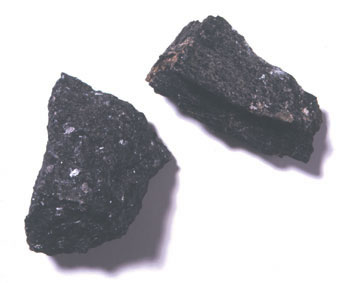
Anfibólio (hornblenda).

Anfíbola (em Portugal) ou anfibólio (no Brasil) é um grupo de minerais extremamente complexos, constituído por pelo menos 86 silicatos de dupla cadeia de SiO4, contendo o ião hidroxil e catiões metálicos variados (Ca2+, Mg2+, Fe2+, Al3+, Na+, e outros). Geralmente são minerais monoclínicos, mas podem ser  ortorrômbicos ou triclínicos e são divididos em quatro subgrupos. Têm cores escuras, com predominância do verde e o azul, estão presentes em rochas ígneas e metamórficas, sendo contudo mais abundantes nas primeiras.

## Origem do nome
O nome anfíbola (do grego amfibolos, que significa ambíguo) foi originalmente cunhado pelo mineralogista René Just Haüy para incluir a tremolite, actinolite e a hornblenda. O uso do termo foi depois estendido a todo o grupo dos silicatos de dupla cadeia. Já foram descritas numerosas dezenas de espécies desses minerais, além de múltiplas variedades, as mais importantes das quais são listadas abaixo.

## Composição e origem

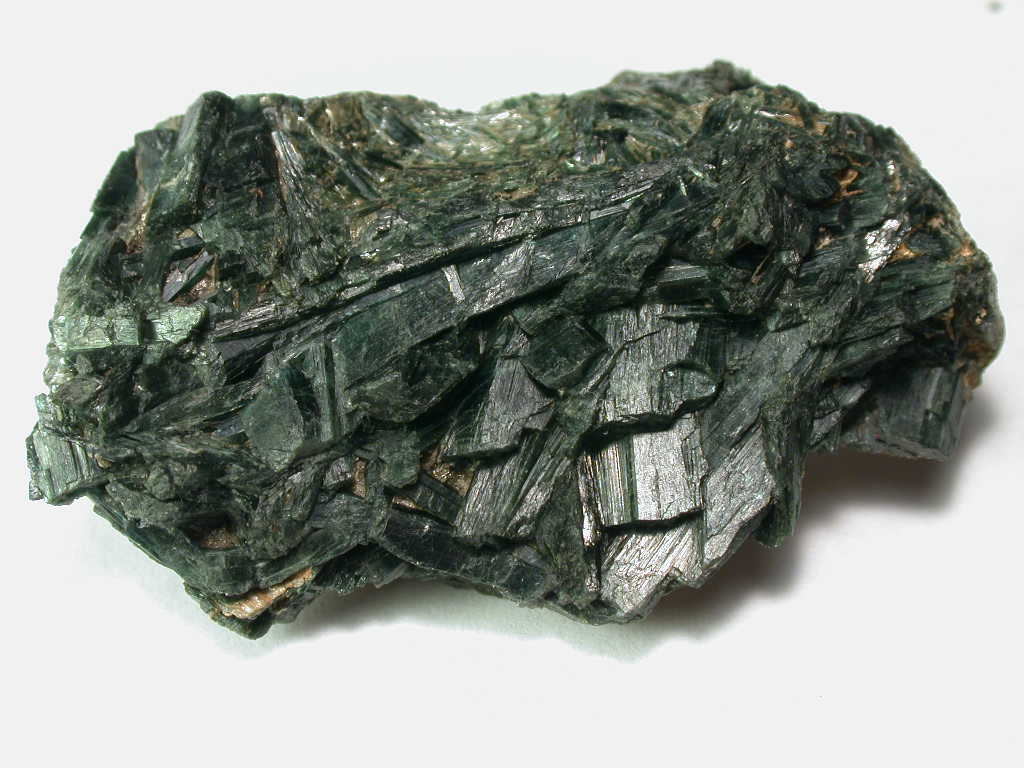
Actinolita - Mendocino County, California, USA

A fórmula geral destes minerais obedece à expressão geral dos metassilicatos, que pode ser traduzida por RSiO3, o que faz das anfíbolas inossilicatos compostos por cadeias duplas de tetraedros de SiO4 ligados pelos vértices. Em geral contêm iões de ferro e magnésio embebidos na sua estruturas, o que contribui para as suas cores escuras.
A sua composição química e características gerais levam-nos a ser semelhantes às piroxenas, e como elas, podem ser incluídos em três séries de acordo com o seu sistema de cristalização.
A principal característica distintiva entre anfíbolas e piroxenas é a clivagem: as anfíbolas formam planos de clivagem a 56º, enquanto as piroxenas formam ângulos de aproximadamente 90º entre esses planos. As anfíbolas são também em geral menos densas que as correspondentes piroxenas e apresentam em geral forte pleocroísmo, ou seja cores diferentes de acordo com a direção em que o mineral é observado, o que em geral não acontece com as piroxenas. Os cristais são prismáticos, fibrosos ou colunares.
As anfíbolas podem ser minerais de formação primária ou secundária. Os primeiros (primários, como a hornblenda) ocorrem como constituintes de rochas ígneas como o granito, o diorito e o andesito; os restantes (secundários) ocorrem em mármores, em resultado de metamorfismo de contacto (como a tremolite), ou resultam da alteração da augite por dinamo-metamorfismo (actinolite). Pseudomorfos de anfíbolas produzidos a partir de piroxenas são conhecidos por uralite.
As anfíbolas são o principal mineral constituinte das rochas conhecidas por anfibolitos.

## Grupos de anfíbolas
Série ortorrômbica
- Antofilite (Mg,Fe)7[Si8O22][OH,F)2

Série Monoclínica
- Tremolite Ca2Mg5Si8O22(OH)2
- Actinolite Ca2(Mg,Fe)5Si8O22(OH)2
- Cummingtonite Fe2Mg5Si8O22(OH)2
- Grunerite Fe7Si8O22(OH)2
- Hornblenda Ca2(Mg,Fe,Al)5(Al,Si)8O22(OH)2
- Glaucofana Na2(Mg,Fe)3Al2Si8O22(OH)2
- Riebeckite Na2Fe2+3Fe3+2Si8O22(OH)2
- Arfvedsonite Na3Fe2+4Fe3+Si8O22(OH)2
- Richterite Na2Ca(Mg,Fe)5Si8O22(OH)2

Destes minerais, merecem particular atenção a tremolite, hornblenda e a crocidolite, bem como as importantes variedades asbesto e nefrita, que são tratadas à parte dado seu valor como recursos naturais, o primeiro como isolante e o segundo, como gema (é um dos dois tipos de jade).
Dadas as diferenças em composição química, os diferentes membros deste grupo apresentam cores e propriedades físico-químicas muito díspares, variando, por exemplo, a sua densidade entre os 2,9 e os 3.8.
A antofilite ocorre como massas fibrosas ou lamelares de cor castanha associadas a hornblendas em micaxistos da Noruega e de algumas outras localidades. Uma variedade rica em alumínio é conhecida por gedrite, enquanto que uma forma pobre em ferro, de cor verde viva, originária da Rússia é designada por kupfferite.
A actinolite é um importante membro da série monoclínica, formando grupos radiais de cristais aciculares de cor verde brilhante ou verde-cinza. O nome é composto das partículas gregas aktis (raio) e lithos (pedra), uma tradução do nome alemão da rocha Strahlstein (rocha radiada).
A glaucofana, a crocidolite, a riebeckite e a arfvedsonite formam um grupo específico de anfíbolas alcalinas. Os primeiros dois minerais são fibrosos, de cor azul, ocorrendo em xistos cristalinos, parecendo ser o resultado de processo dínamo-metamórficos; os últimos dois são minerais verde-escuros que ocorrem em rochas ígneas ricas em sódio, tais como os nefelinassienitos e os fonólitos.
A aenigmatite, e a sua variedade cossyrite, são minerais raros que aparecem como constituintes de rochas ígneas dos grupos dos nefelinassienitos e dos fonólitos.